# Ricarville
Ricarville település Franciaországban, Seine-Maritime megyében. Lakosainak száma 307 fő (2018. január 1.). Ricarville Auzouville-Auberbosc, Bermonville, Cléville, Fauville-en-Caux és Saint-Pierre-Lavis községekkel határos.

## Népesség
A település népessége az elmúlt években az alábbi módon változott:
| Lakosok száma | 326  | 317  | 305  | 307  |
|               | 2013 | 2015 | 2017 | 2018 |